# Kedong
Kedong (en chino, 克东县; pinyin, Kèdōng) es un condado  bajo la administración directa de la Prefectura Qiqihar en la Provincia de Heilongjiang, República Popular China.  Su área es de 2083 km² y su población total para 2010 superó los 300 mil habitantes. 

## Administración
Desde octubre de 2021, el  Condado Kedong se divide en 7 pueblos que se administran en 5 poblados y 2  villas.